# Mitropacup 1931
De Mitropacup 1931 was de vijfde editie van de internationale beker.
Net zoals de vorige jaren namen er enkel teams deel uit Oostenrijk, Hongarije, Tsjechoslowakije en Italië. De landskampioen en bekerwinnaar (of verliezend bekerfinalist) van elk land nam deel. Er werd gespeeld met een knock-outsysteem in heen- en terugwedstrijden. Bij gelijke stand na twee wedstrijden zou er een beslissende wedstrijd komen. Alle acht deelnemers startten in de kwartfinale. Titelverdediger SK Rapid Wien kon zich niet kwalificeren.
In de finale stonden voor het eerst twee clubs uit hetzelfde land, First Vienna FC en Wiener AC. Het comité besloot om de eerste wedstrijd op neutrale bodem in Zürich te spelen. Vienna won beide wedstrijden en kon als enige club de trofee ongeslagen mee naar huis nemen.

## Kwartfinale
| Teams           | Teams | Teams                     | Heenwedstrijd | Terugwedstrijd | Totaalscore |
| First Vienna FC | -     | Bocskai SC Debrecen       | 3:0 (2:0)     | 4:0 (1:0)      | 7:0         |
| Slavia Praag    | -     | AS Roma                   | 1:1           | 1:2            | 2:3         |
| Wiener AC       | -     | Hungária FC MTK Boedapest | 5:1 (0:0)     | 1:3 (0:2)      | 6:4         |
| Juventus        | -     | Sparta Praag              | 2:1           | 0:1            | 2:2         |

| Teams    | Teams | Teams        | Score | Beslissende wedstrijd | Totaalscore |
| Juventus | -     | Sparta Praag | 2:2   | 2:3                   | 4:5         |

## Halve finale
| Teams           | Teams | Teams     | Heenwedstrijd | Terugwedstrijd | Totaalscore |
| First Vienna FC | -     | AS Roma   | 3:2 (3:1)     | 3:1 (3:0)      | 6:3         |
| Sparta Praag    | -     | Wiener AC | 3:2 (1:1)     | 3:4 (0:3)      | 6:6         |

| Teams        | Teams | Teams     | Score | Beslissende wedstrijd | Totaalscore |
| Sparta Praag | -     | Wiener AC | 6:6   | 0:2 (0:1)             | 6:8         |

## Finale
| Teams     | Teams | Teams           | Heenwedstrijd | Terugwedstrijd | Totaalscore |
| Wiener AC | -     | First Vienna FC | 2:3 (2:1)     | 1:2 (0:2)      | 3:5         |

| Teams          | Wiener AC - First Vienna FC |
| Uitslag        | 2:3 (2:1) |
| Datum          | 8 november 1931 |
| Stadion        | Hardturm, Zürich 16.000 toeschouwers |
| Scheidsrechter | Francesco Mattea (Italië) |
| Goals          | 1:0 (2.) Josef Hanke, 2:0 (22.) Heinrich Müller, 2:1 (30.) Gustav Tögel, 2:2 (62.) Josef Adelbrecht, 2:3 (87.) Johann Becher (Eigentor)                                                                       |
| Wiener AC      | Rudolf Hiden; Johann Becher, Karl Sesta; Rudolf Kubesch, Ernst Löwinger, Georg Braun; Franz Cisar, Heinrich Müller, Heinrich Hiltl, Josef Hanke, Karl Huber Trainer: Karl Geyer                               |
| Vienna         | Karl Horeschofsky; Karl Rainer, Josef Blum; Leonhard Machu, Willibald Schmaus, Leopold Hofmann; Anton Brosenbauer, Josef Adelbrecht, Friedrich Gschweidl, Gustav Tögel, Franz Erdl Trainer: Ferdinand Frithum |

| Teams          | First Vienna FC - Wiener AC |
| Uitslag        | 2:1 (2:0) |
| Datum          | 12 november 1931 |
| Stadion        | Hohe Warte, Wenen 25.000 toeschouwers |
| Scheidsrechter | Rinaldo Barlassina (Italië) |
| Goals          | 1:0 (6.) Franz Erdl, 2:0 (42.) Franz Erdl, 2:1 (65.) Josef Hanke |
| Vienna         | Karl Horeschofsky; Karl Rainer, Josef Blum; Leonhard Machu, Willibald Schmaus, Leopold Hofmann; Anton Brosenbauer, Josef Adelbrecht, Friedrich Gschweidl, Gustav Tögel, Franz Erdl Trainer: Ferdinand Frithum |
| Wiener AC      | Rudolf Hiden; Johann Becher, Karl Sesta; Rudolf Kubesch, Ernst Löwinger, Georg Braun; Wilhelm Morocutti, Heinrich Müller, Heinrich Hiltl, Josef Hanke, Karl Huber Trainer: Karl Geyer                         |

1927 · 1928 · 1929 · 1930 · 1931 · 1932 · 1933 · 1934 · 1935 · 1936 · 1937 · 1938 · 1939 · 1940 · 1951 · 1955 · 1956 · 1957 · 1958 · 1959 · 1960 · 1961 · 1962 · 1963 · 1964 · 1965 · 1966 · 1967 · 1968 · 1969 · 1970 · 1971 · 1972 · 1973 · 1974 · 1975 · 1976 · 1977 · 1978 · 1980 · 1981 · 1982 · 1983 · 1984 · 1985 · 1986 · 1987 · 1988 · 1989 · 1990 · 1991 · 1992